# Grand Bazar de Lyon
De Grand Bazar de Lyon is een voormalig warenhuis aan de rue de la République nummer 31 in de wijk Cordeliers van Lyon. Het gebouw waar het warenhuis gevestigd was, werd gesloopt in 2005.

## Geschiedenis
In 1856 richtte Jean Dabonneau een winkel op onder de naam À la ville de Lyon, kort na het gereed komen van de Rue Impériale (nu: Rue de la République). De winkel opende zijn deuren in 1860 en bood kleding voor kinderen en volwassenen aan, en stoffen en fournituren. In 1885 werd de winkel gekocht door Henri Perrot, destijds eigenaar van de naburige winkel en concurrent Aux Deux Passages. Op 8 november 1886 opende hij de Grand Bazar. De Raad van bestuur bestond onder meer uit Paul Kahn, die later directeur werd van Galeries Lafayette. Door de hele winkel heen was elektrische verlichting aangebracht en de kelders waren afgewerkt.  
Vanaf 1906 lanceerde de winkel thuisbezorging met de auto. Daarna werd het gebouw 4 meter verhoogd naar een ontwerp van de architecten Joseph Bissuel en Joseph Chantres.
Na de Eerste Wereldoorlog werd de winkel verder uitgebreid. De grootte van de winkel drukte zwaar op de inkomsten van de onderneming en de eigenaar moest ingrijpende maatregelen nemen. Pas eind jaren 1930 kreeg de onderneming haar eerdere omvang terug. 
In de jaren 1950 fuseerde de Grand Bazar de Lyon zijn inkoop met die van de Prisunic-winkels (eigendom van de Printemps-groep). Het merk en het gebouw werden in 1997 gekocht door Monoprix.
In 2004 besloot Monoprix om het gebouw te slopen. Bewoners verzetten zich tegen deze sloop, maar de stad Lyon bevestigde dat een renovatie van het pand om het op peil te brengen niet mogelijk was. De architect van monumentenzorg gaf daarnaast aan dat het gebouw in de loop der tijden dusdanig verbouwd was  dat het geen architectonische waarde meer had. Het pand van de Grand Bazaar werd in 2005 afgebroken en het nieuwe glazen gebouw naar ontwerp van de architect Jean-Pierre Buffi werd in 2007 geopend. .